# Isac Born
Isac Born, född 7 juli 2004 i Onsala, är en svensk professionell ishockeyspelare som spelar för Frölunda HC i SHL.